# Forces Ruandeses de Defensa
Les Forces Ruandeses de Defensa (FRD, Kinyarwanda: Ingabo z'u Rwanda; francès: Forces rwandaises de défense) és l'exèrcit nacional de Ruanda. Les forces armades del país es coneixien originalment com a Forces Armades de Ruanda (FAR), però després de la victòria del Front Patriòtic Ruandès a la Guerra Civil ruandesa del país, el 1994, va passar a anomenar-se Exèrcit Patriòtic Ruandès (APR) i posteriorment al seu nom actual.
Les FRD estan formades per:
- Consell Superior de Comandaments de les FRD
- Estat Major de les FRD
- Força de Terra de Ruanda
- Força Aèria de Ruanda
- unitats individuals
- Banda Militar de les FRD

En novembre de 2002 Emmanuel Habyarimana fou destituït del càrrec de Ministre de Defensa, una acció que el portaveu del govern Joseph Bideri va atribuir als seus punts de vista "extrems pro-hutus". Marcel Gatsinzi es va convertir en ministre de Defensa (en el càrrec 2002-2010) succeint a Habyarimana.
Després de conquerir el país el juliol de 1994 després del genocidi ruandès d'abril a juliol de 1994, el Front Patriòtic Ruandès (RPF) va decidir dividir-se en una divisió política (que va mantenir el nom de FPR) i una divisió militar, que serviria com a exèrcit oficial de l'estat ruandès.
La despesa en defensa continua representant una part important del pressupost nacional, principalment a causa dels continus problemes de seguretat al llarg de les fronteres de Ruanda amb la República Democràtica del Congo i Burundi i les preocupacions persistents sobre les intencions d'Uganda cap al seu antic aliat. El govern de Ruanda va llançar un ambiciós pla per desmobilitzar milers de soldats, donant lloc a un exèrcit permanent de 33.000 i una altra força paramilitar de 2.000 efectius, una disminució de 70.000 en només una dècada.
Durant la Primera i la Segona Guerra del Congo de 1996-2003, el FPR va cometre violacions de drets humans i crims contra la humanitat en la República Democràtica del Congo, segons l'Informe de les Nacions Unides.

## Esquema històric 1962-1994
El manual de l'exèrcit estatunidenc Area Handbook for Rwanda, compilat en 1968-69, descriu les forces de seguretat de Ruanda el 1969 com els 2.500 Guàrdies Nacionals forts i la Policia Nacional, una força de 1.200 efectius. La Guàrdia Nacional havia estat establerta dos anys abans de la independència i havia guanyat experiència repelint petites invasions tutsis en 1963 i 1964. Va estar sota la direcció del ministre de Defensa, Juvénal Habyarimana, que també va exercir la funció de cap d'estat major de la Guàrdia Nacional a mitjans de 1969. En aquella època estava format per una seu, un grup d'intervenció (un batalló d'infanteria), cinc altres companyies de fusellers i cinc escamots independents.
Les Forces armées rwandaises (FAR) van ser l'exèrcit nacional de Ruanda fins a juliol de 1994, quan el govern es va esfondrar després del genocidi contra els tutsi i la guerra amb el Front Patriòtic Ruandès. Les FAR es van estimar en 7.000 efectius, incloent aproximadament 1.200 membres de la Gendarmeria. Les tropes d'elit incloïen la Guàrdia Presidencial, estimada entre 1.000-1.300 soldats, així com les unitats de comando i reconeixement. Aquestes dues unitats van ser de força batalló el 1994 i llavors comptava un total de 800 soldats.
En resposta a la invasió del FPR de 1990, les FAR de 5.000 homes es van expandir ràpidament, amb l'assistència de formació francesa (fins a 1.100 tropes franceses van estar a Ruanda aleshores) a unes 30.000 el 1992.
Els acords d'Arusha, signants el 4 d'agost de 1993, van establir un pla detallat per a la integració del govern de Ruanda i les forces militars del Front Patriòtic Ruandès. El govern de Ruanda proporcionaria el 60% de les tropes per al nou exèrcit integrat, però hauria de compartir posicions de comandament amb el FPR fins al nivell del batalló. El nou exèrcit consistia en no més de 19.000 soldats i 6.000 de gendarmeria. No obstant això, els elements radicals del govern de Ruanda es van oposar implacablement a la implementació dels Acords i, en canvi, va començar la planificació que posaria les bases del genocidi.
El comandant del Batalló de Reconeixement, François-Xavier Nzuwonemeye, i els seus subordinats van tenir un paper clau durant el genocidi. Juntament amb el Batalló de Reconeixement, el Batalló Paracomando sota el comandament de Major Aloys Ntabakuze i la Guàrdia Presidencial sota el Major Protais Mpiranya esdevingueren les tres més significatives unitats genocidàries.
El Col. Marcel Gatsinzi fou nomenat breument cap d'estat major de les forces armades del 6 al 16 d'abril de 1994, però fou substituït per Augustin Bizimungu, qui va ser promogut ràpidament a major general, des que el Col. Gatsinzi es va oposar al genocidi. Bizimungu va ser només breument cap d'estat major abans de fugir del país. Molts soldats de les FAR han estat implicats en el genocidi pel Tribunal Penal Internacional per a Ruanda, inclòs el seu líder durant el genocidi, Col. Théoneste Bagosora, que era el cap del gabinet (despatx privat) del Ministeri de Defensa abans del genocidi.
Molts elements de l'antic règim de Ruanda, inclosos els soldats de les FAR, van fugir cap a l'est del Zaire després de la victòria del FPR, on van formar el Reagrupament Republicà per la Democràcia a Ruanda (RDR), que més tard es va convertir en les Forces Democràtiques d'Alliberament de Ruanda (FDLR), que encara està actiu a la província de Kivu del Nord.

## Forces de Terra
Algunes fonts, inclòs Gérard Prunier, documenten l'ajuda dels Estats Units a l'EPR abans de la Primera Guerra del Congo. La part oficialment admesa de la formació va ser el Joint Combined Exchange Training. Prunier implica fortament que els Estats Units subministraren equips de comunicacions, vehicles, botes i medicaments a l'EPR abans de la guerra i després d'haver-se produït, van lliurar armes i municions del Pacte de Varsòvia directament a Goma o bé mitjançant aerotransportada a través de les línies frontals de l'AFDL. Informa que, després del brot de la guerra, la Força Aèria dels Estats Units havia canviat C-141 Starlifters i C-5 Galaxys usats per lliurar ajuda no letal a l'Aeroport Internacional de Kigali i l'Aeroport d'Entebbe, transportats per aparells C-130 Hercules.
Des de juliol de 1994 fins a desembre de 1997, l'EPR tenia sis brigades, tal com es va designar als acords d'Arusha: 402 a Kigali i la prefectura rural de Kigali; 201 a Kibungo, Umatura i Byumba; 301 a les prefectures de Butare, Gikongoro i Cyangugu; 305 a Gitatama i Kibuye; i 211 a les prefectures de Gisenyi i Ruhengeri. Els límits de les brigades van reflectir els límits administratius polítics, que sovint complicaven les operacions militars. Durant la Primera Guerra del Congo, la seu de la brigada es va mantenir dins de Ruanda, però va dirigir operacions a l'interior de la República Democràtica del Congo.
Jane's World Armies van dir al juliol de 2009 que "les FDR es despleguen per protegir les fronteres del país i defensar-se de l'agressió externa. Hi ha quatre divisions, cada una desplegant tres brigades:
- 1 Divisió, amb base a Kigali, cobreix les regions central i oriental;
- 2 Divisió, amb base a Byumba, cobreix les regions septentrional i oriental;
- 3 Divisió, amb base a Gisenyi, cobreix la regió nord-oest; i
- 4 Divisió, amb base a Butare, cobreix la regió sud-oest.'[18]

S'ha informat que el Campament Militar Cyangugu acull la 31a Brigada de la 4a Divisió. El general Patrick Nyamvumba ha estat cap d'Estat Major de la Defensa des de juny de 2013.
Molts soldats de les antigues Forces Armades Ruandeses (FAR), l'exèrcit nacional sota el règim anterior, s'han incorporat a l'EPR des de 1994. Aquest procés va començar poc després del genocidi el gener de 1995, quan diversos ex FAR van ocupar càrrecs d'alt rang les noves forces armades: el coronel (més tard Gen.) Marcel Gatsinzi es va convertir en el subdirector d'Estat de l'EPR, el Col. Balthazar Ndengeyinka es va convertir en comandant de la 305a Brigada, el Tinent Col. Laurent Munyakazi va prendre el comandament del 99è Batalló, i Tcol. (després Brig. Gen.) Emmanuel Habyarimana es va convertir en membre del Parlament i Director de Formació al Ministeri de Defensa. El general Gatsinzi més tard es va convertir en Director de Seguretat i Ministre de Defensa el 2002.

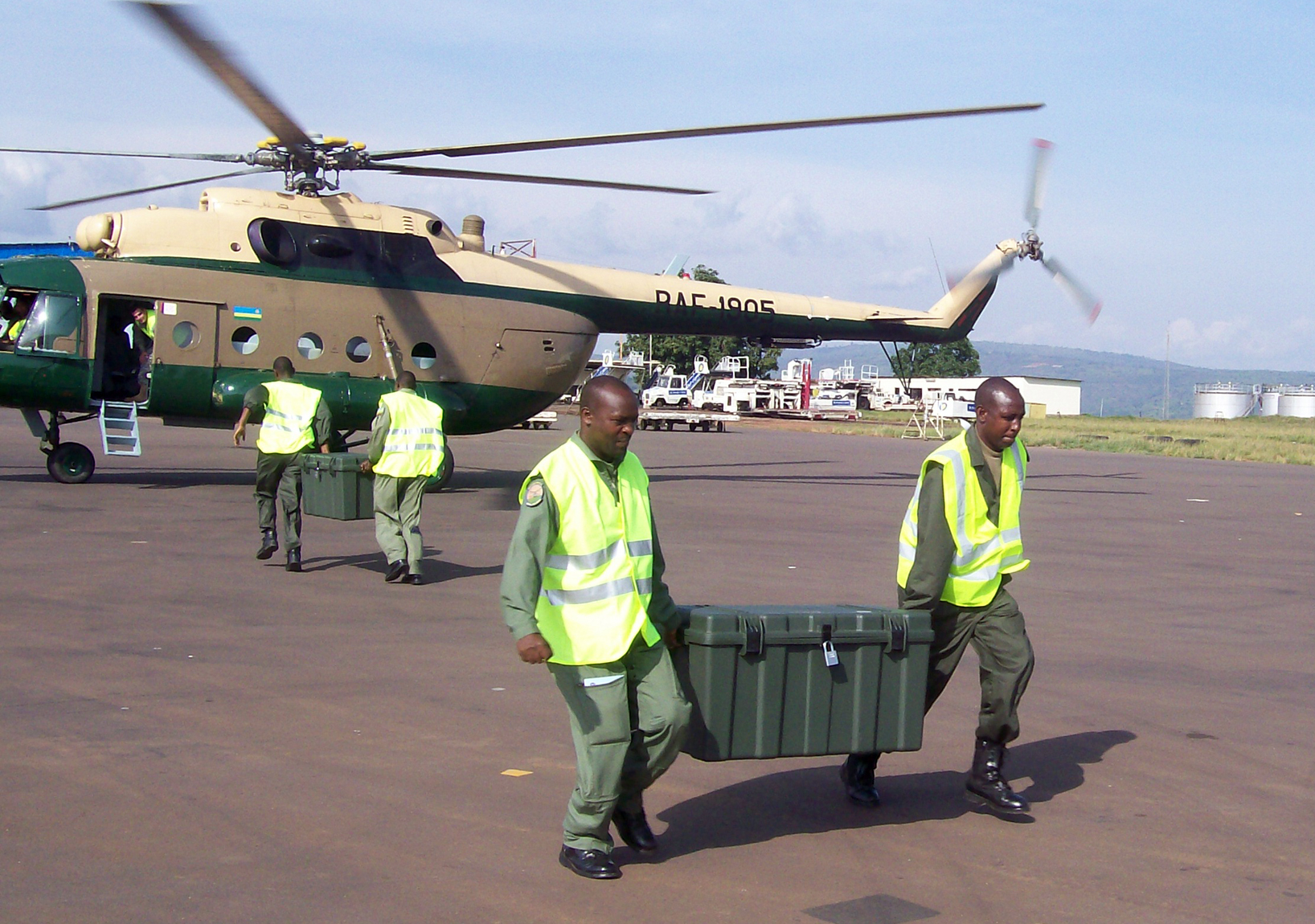
Soldats ruandesos portant equipament a l'Aeroport Internacional de Kigali

Cap a 2000 durant la Segona Guerra del Congo, l'Exèrcit Patriòtic de Ruanda va admetre no-oficialment que va haver-hi 4.000 a 8.000 efectius desplegats al Congo, segons Economist Intelligence Unit, però es va considerar que era una subestimació substancial. L'International Crisis Group va estimar que l'EPR havia desplegat entre 17.000 i 25.000 efectius al Congo. A l'abril de 2001, un informe de les Nacions Unides sobre l'explotació del Congo, va dir que l'EPR tenia un mínim de 25.000 efectius al Congo, una estimació que l'informe atribueix a "especialistes militars amb molta experiència a la regió " Durant el desplegament a la RDC, les forces ruandeses van lluitar en l'anomenada Guerra de sis dies contra les forces d'Uganda a la ciutat de Kisangani, deixant almenys 1.000 morts.
El 17 de setembre de 2002 es van retirar els primers soldats ruandesos de l'est de la RDC. El 5 d'octubre, Ruanda va anunciar la seva retirada; MONUC va confirmar la sortida de més de 20.000 soldats ruandesos.
Les FRD van tornar a entrar a la República Democràtica del Congo dues vegades el 2009; per participar en una ofensiva conjunta del Congo oriental de 2009 contra les FDLR, i ajudar a la República Democràtica del Congo a eliminar la rebel·lió de Dongo. Tots dos desplegaments van tenir èxit militar.
La Banda Militar de les Forces Ruandeses de Defensa és la banda militar cerimonial de les FRD. La Banda va ser fundada el 1992 durant la Guerra Civil ruandesa i va tenir la seva primera actuació el 8 de març de 1992, quan només tenia 16 membres. Després de la guerra, es va restablir amb 46 membres. El 2002 el tinent coronel Lemeul Kayumba va ser nomenat comandant de la banda. Sota el seu lideratge, la banda va introduir una formació intensiva i relacions amb programes de música militar estrangera. Encara que representa les forces de defensa, cau sota el comandament de les Forces Terrestres. Actualment està dirigit pel tinent oficial Leonard Ndayambaje.

## Força aèria
Després d'aconseguir la independència el 1962, es va formar l'arma aèria (Force aérienne rwandaise) amb ajuda belga. En 1972 el primer equip modern va començar a arribar en forma de set moderns Alouette III. Altres lliuraments incloïen SA 342L Gazelles, Britten-Norman Islanders, Nord Noratlas, aeroplans lleugers SOCATA Guerrier i AS 350B Ecureuils. Durant les lluites entre el govern i el FPR en 1990 la majoria d'aparells foren derrocats, destruïts a terra o estavellats. Pocs sobrevisqueren.
World Air Forces 2017 estableix que la Força Aèria Ruandesa té dotze helicòpters Mil Mi-8/17, cinc Mil Mi-24 i quatre  Aerospatiale Gazelle SA.342.

## Equipament

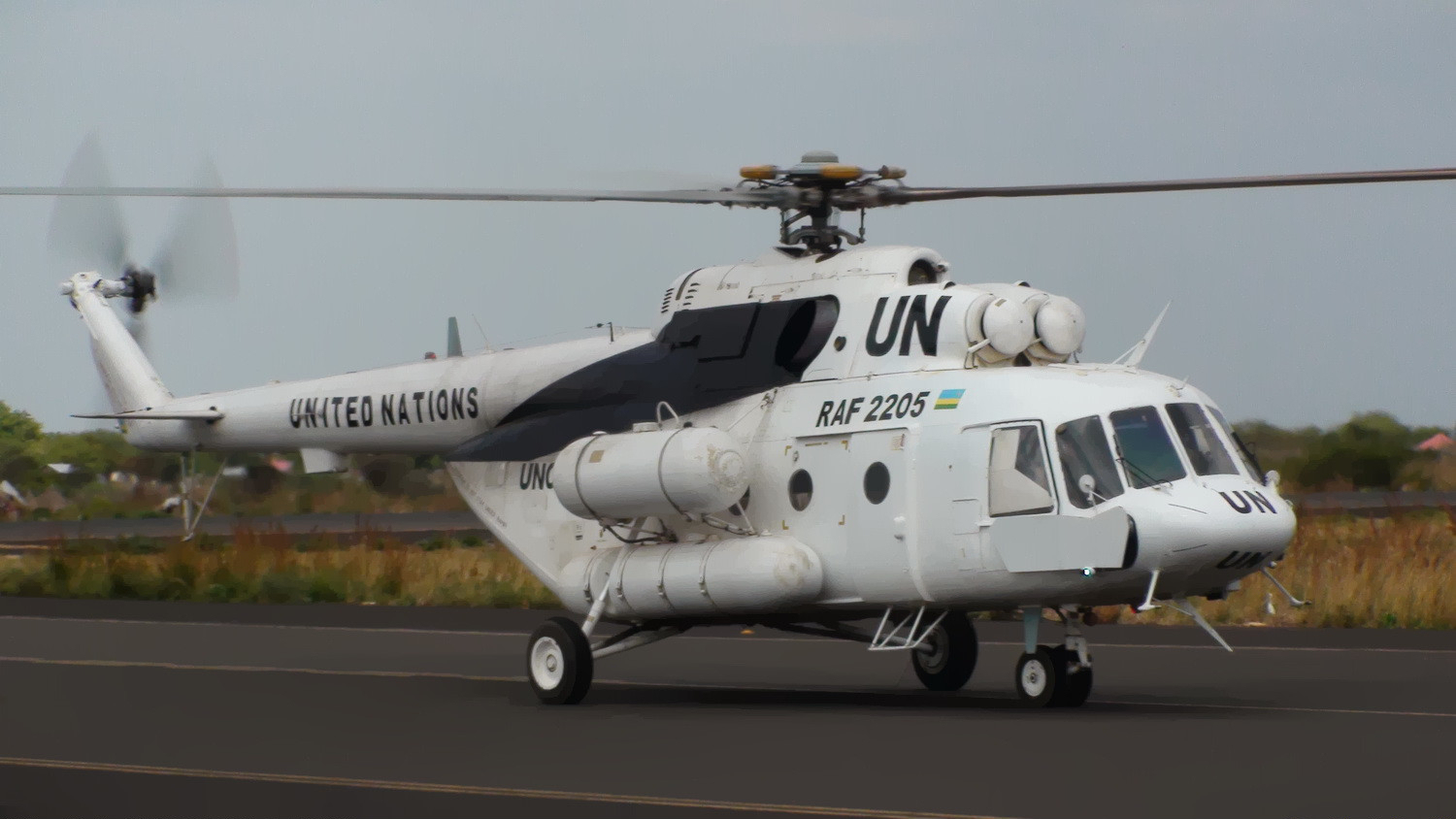
Avuió Mil Mi-17 de la Força Aèria Ruandesa

Equipament militar
| Tipus                             | Model                 | Quantitat. |
| --------------------------------- | --------------------- | ---------- |
| Tanc                              | T-54/55               | 34         |
| Vehicle de combat d'infanteria    | Ratel IFV             | 35         |
| Vehicle de combat d'infanteria    | BMP-1                 | ?          |
| Vehicle de mobilitat d'infanteria | RG-31 Nyala           | 36         |
| Transport blindat de personal     | WZ-551                | 20         |
| Transport blindat de personal     | Panhard M3            | 16         |
| Transport blindat de personal     | BTR-60                | ?          |
| Autometralladora                  | Véhicule Blindé Léger | 16         |
| Autometralladora                  | Panhard AML           | 12         |
| Llançacoets múltiple              | RM-70                 | 5          |
| Llançacoets múltiple              | LAR-160               | 5          |
| Artilleria                        | 122mm D-30            | 6          |
| Artilleria                        | 105mm M101            | ?          |
| Artilleria                        | 152mm D-1             | 29         |
| Artilleria                        | 122 mm howitzer SH3   | ?          |
| Fusell de batalla                 | FN FAL                |            |
| Fusell d'assalt                   | AK-47                 |            |
| Fusell d'assalt                   | Vektor R4             |            |
| Fusell d'assalt                   | IWI Tavor             |            |
| Fusell d'assalt                   | Tipus 56              |            |
| Metralladora pesant               | M2 Browning           |            |
| Metralladora pesant               | DShK                  |            |
| Metralladora de propòsit general  | Vektor SS-77          |            |
| Metralladora de propòsit general  | PKM                   |            |
| Subfusell                         | Uzi                   |            |
| Pistola semiautomàtica            | Browning Hi-Power     |            |
| Llançamíssils                     | RPG-7                 |            |

Equipament aeri
| Tipus          | Fabricant    | Origen         | Classe     | Rol | In service | Notes |
| -------------- | ------------ | -------------- | ---------- | --- | ---------- | --- |
| Mi-24          | Mil          | Unió Soviètica | Helicòpter |     | 5          | |
| Mi-8/17        | Mil          | Unió Soviètica | Helicòpter |     | 12         | Durant el mes de desembre de 2012 es va enviar una unitat d'aviació de tres helicòpters a la Missió de les Nacions Unides al Sudan del Sud (UNMISS). La Unitat d'Aviació ruandesa es va incrementar posteriorment a sis helicòpters, segons sembla Mi-17. |
| SA.342 Gazelle | Aerospatiale | França         | Helicòpter |     | 4          | |